# Vanagupė (čtvrť Palangy)
Vanagupė je čtvrť v severní části lázeňského města Palangy, pojmenovaná podle názvu potoka Vanagupė. Čtvrť byla připojena k městu v roce 1975. Tato čtvrť je jednou z nejvýznamnějších částí města, neboť se zde nachází mnoho oblíbených lázeňských objektů, převážně v ulici Vanagupės (název opět podle zmíněného potoka) jako například hotel/sanatorium Vanagupė, oblíbené léčebně-rehabilitační středisko „Palangos Linas“, lázeňský bazén „Linas“, lázeňské hotely „Perliukas“, „Palangos Žvorūnė“, rehabilitační nemocnice a další lázeňské objekty. 
Z této ulice je také přístup k zadnímu traktu Nemocnice města Palangy a je při ní také městský hřbitov. Další ulice ve Vanagupė jsou: Ligoninės, Vytauto, Šilo, Austėjos, Klaipėdos plentas (do ní je v současné době sveden provoz z nedokončené dálnice A13), Naglio Alėja. S touto čtvrtí sousedí na severu ves Kontininkai, nyní spadající do městského okresu Palanga, původně část Vanagupė. V této vsi pramení Vanagupė.